# Championnat de Tunisie masculin de handball 1958-1959
Navigation
Saison précédente Saison suivante
La saison 1958-1959 du championnat de Tunisie masculin de handball est la quatrième édition de la compétition. Elle doit se disputer entre huit clubs mais les équipes de la Joyeuse union et du Stade gaulois ne se sont pas engagées, confirmant la tendance à la disparition des clubs formés de Français et l'apparition de clubs à effectif tunisien.
La formation d'entraîneurs spécialisés favorise le développement de la pratique du handball, notamment dans les milieux scolaires et des clubs de handball existent désormais dans quatre gouvernorats : Tunis, Bizerte, Sousse et Sfax. L'Effort sportif, entraîné par l'un des pionniers du handball en Tunisie, Arthur Franco, s'adjuge le doublé championnat et coupe de Tunisie.

## Clubs participants
| - Union sportive de la marine de Menzel Bourguiba - Effort sportif - Patrie Football Club bizertin | - Zitouna Sports - Al Mansoura Chaâbia de Hammam Lif - Club africain |

## Compétition

### Classement
Le barème de points servant à établir le classement se décompose ainsi :
- Victoire : 3 points
- Match nul : 2 points
- Défaite : 1 point
- Forfait : 0 point

| Classement | Équipe                                              | Points | Matchs | Victoires | Nuls | Défaites |
| ---------- | --------------------------------------------------- | ------ | ------ | --------- | ---- | -------- |
| 1          | Effort sportif (C)                                  | 28     | 10     | 9         | 0    | 1        |
| 2          | Union sportive de la marine de Menzel Bourguiba (T) | 26     | 10     | 8         | 0    | 2        |
| 3          | Zitouna Sports                                      | 23     | 10     | 7         | 0    | 3(1F)    |
| 4          | Club africain\|                                     | 17     | 10     | 4         | 0    | 6(1F)    |
| 5          | Al Mansoura Chaâbia de Hammam Lif (P)               | 14     | 10     | 2         | 0    | 8        |
| 6          | Patrie Football Club bizertin                       | 10     | 10     | 0         | 0    | 10       |

### Division 2
Le championnat de seconde division se déroule en deux poules Nord et Sud avec l'accession des deux champions.

#### Poule Nord
Pour sa première participation, l'Espérance sportive de Tunis, qui a engagé Moncef Hajjar comme entraîneur-joueur, domine tous ses adversaires et accède en division nationale. Outre Hajjar, l'équipe compte notamment dans ses rangs Lamine Kallel, Chedly Ben Slimane, Ghachem[Qui ?], Boukhobza[Qui ?], Moncef Haddad et Mohamed Habib Allem.
| Classement | Équipe                             |
| ---------- | ---------------------------------- |
| 1          | Espérance sportive de Tunis        |
| 2          | Étoile sportive goulettoise        |
| 3          | Association sportive des traminots |
| 4          | Croissant sportif bizertin         |
| 5          | Jeunesse olympique de Tunis        |
| 6          | En-Najah                           |
| 7          | JSS                                |

#### Poule Sud[2]
C'est le Stade soussien qui remporte le titre de cette poule devant les trois clubs sfaxiens, grâce à un effectif mené par Abdelaziz Sfar et comptant notamment Mahmoud Methenni, Sayeh[Qui ?], Braham[Qui ?] et Errera[Qui ?].
| Classement | Équipe                     |
| ---------- | -------------------------- |
| 1          | Stade soussien             |
| 2          | Jeunesse olympique de Sfax |
| 3          | Union culturelle de Sfax   |
| 4          | Club tunisien              |

## Champion
- Effort sportif
  - Entraîneur : Arthur Franco
  - Effectif[3] : Terranova (GB), Albert Russo, Charles Russo, Aldo Paoli, Peluso 1, Peluso 2, Grazzini, Sartorio, Riffe, Bellaiche, Pecorella, Scavaria